# Karina Elstrom
Karina Elstrom (ur. 27 kwietnia 1978) – amerykańska lekkoatletka, tyczkarka.

## Osiągnięcia
| Rok  | Impreza                              | Miejsce | Lokata     | Wynik |
| ---- | ------------------------------------ | ------- | ---------- | ----- |
| 1997 | Mistrzostwa panamerykańskie juniorów | Hawana  | 1. miejsce | 3,70  |

## Rekordy życiowe
- Skok o tyczce (stadion) – 3,90 (1999)
- Skok o tyczce (hala) – 3,90 (1999)